# Banyabba
Banyabba é uma localidade, a qual fica entre as cidades de Casino e Grafton, a partir do Summerland Way, no norte do estado da Nova Gales do Sul, na Austrália. A estrada de ferro do litoral norte fica perto, e a estação ferroviária esteve ativa entre 1905 e 1974.